# 接種
接種（せっしゅ）は、多くの場合、予防接種のことであるが、本来は種を植え付けることである。広い意味では、微生物学の分野で、微生物が繁殖可能な場所に人為的に植え込むことを表す。

## 原義
本来、字義通りに取れば、接種とは種を植え付けることであるが、種子植物の種まきにこの言葉を使うことはない。実際には、微生物を扱う場合に於いて、特定の微生物を繁殖させることを目的として、その微生物を繁殖させるべき場を用意した上で、目的の微生物を含む材料を、そこに植え付ける、押し込む、注入するなどの操作を指して言うものである。
たとえばほだ木にシイタケの種菌を接種するとか、培地に培養株を接種するとか、農作物に共生微生物を接種するとか。微生物の分離のために、野外からの試料を培地に直接に植え付ける方法を直接接種法という例もある。
予防接種の場合も、ワクチンは多くの場合に弱毒化された病原体であり、つまり生きた微生物であるから、それを人間の体に注入するのは接種なのである。なお、この言葉の起源は、おそらく種痘である。種痘は、ヒトからヒトへと植え継ぎが可能であり、その内容が不明な時代から、まるで植物の繁殖と同じような感覚で扱われた。うまく植え継げず、その効果がなくなった場合には“枯れる”と称した。